# Anne Marie Heiler
Anne Marie Heiler, geborene Ostermann, (* 21. März 1889 in Brackwede, heute Bielefeld; † 17. Dezember 1979 in Marburg) war eine deutsche Politikerin (CDU). Sie war Mitglied des 1. Deutschen Bundestages.

## Leben und Beruf
Anne Marie Ostermann war das älteste von sieben Kindern. Ihre Mutter Elisabeth, geborene Wolpers, führte den großen Haushalt. Ihr Vater August Ostermann war evangelischer Pastor.
Aufgrund gesundheitlicher und familiärer Schwierigkeiten absolvierte sie erst im Jahr 1913 das Abitur. Drei Brüder durften studieren, für ein viertes studierendes Kind fehlte wohl das Geld. Deshalb ergriff Anne Marie Ostermann zunächst den Beruf der Lehrerin, für den damals kein Studium notwendig war. Überraschend erbte sie dann von einer Patentante, so dass sie mit 26 Jahren begann, Germanistik, Philosophie und Theologie zu studieren. An der Universität Marburg lernte sie den bereits überregional bekannten Theologen und Religionswissenschaftler Friedrich Heiler kennen, der ihr am 18. Februar 1921, dem Tag ihres Staatsexamens, einen Heiratsantrag machte. So war sie nach dem Examen nur kurz im Lehramt an höheren Schulen tätig. Nach der Hochzeit arbeitete sie für ihren Mann als wissenschaftliche Mitarbeiterin der Zeitschrift Die Hochkirche und übersetzte religiöse Bücher. Das Paar bekam drei Töchter.
Heiler und ihr Mann überstanden die Zeit des Nationalsozialismus trotz einer Strafversetzung relativ unbeschadet. Jedoch scheiterte der Versuch ihrer Freundin Hedwig Jahnow, nach England auszuwandern. Sie starb im Konzentrationslager Theresienstadt.
Nach dem Zweiten Weltkrieg versuchte man erfolglos, Friedrich Heiler zur Mitarbeit beim Aufbau einer neuen, christlichen Partei in Marburg zu gewinnen. Stattdessen engagierte sich seine Frau und gründete die CDU in Marburg mit.
Nach dem Ende der politischen Karriere nahm sie die theologische Arbeit wieder auf. Sie wurde Herausgeberin von Die Frau in den Religionen der Menschheit, einer Sammlung von Vorlesungen ihres verstorbenen Mannes. Weiter war sie erste Vorsitzende der Verbraucherzentrale Hessen e.V.
Im Advent 1979 starb sie mit 90 Jahren.

## Politik
Bereits im Umfeld der Wahl zur Weimarer Nationalversammlung engagierte sich Heiler politisch im Sinne der Aufklärung von Frauen über ihr neues Wahlrecht. Sie engagierte sich  direkt nach dem 2. Weltkrieg im überparteilichen Frauenverband Marburg. Als eine der „Neun Musen“ erlangte sie Versammlungserlaubnis vom alliierten Stadtkommandanten. 1947 entstand daraus der Frauenverband Hessen (FVH), der sich dem Deutschen Frauenring (DFR) anschloss und dessen Vorsitz sie in den Jahren 1955 bis 1959 innehatte.
1946 wurde sie in den Stadtrat von Marburg gewählt, in dem sie bis 1951 verblieb. Sie leitete das Dezernat für Wohlfahrtswesen und war Mitglied im Wohnungs- und Rückführungsausschuss. Weiter war sie Dezernentin für Jugendpflege und Jugendfürsorge.
1949 wurde sie über die Landesliste der hessischen CDU Abgeordnete im ersten Bundestag. In den Jahren 1949 bis 1953 war sie Mitglied des Ausschusses für Fragen des Gesundheitswesens und des Ausschusses für Jugendfürsorge, von 1951 bis 1953 Mitglied Ausschusses für Bücherei sowie von 1951 bis 1953 Mitglied des Ausschusses für Sozialpolitik. Heiler gehörte 1951 neben Helene Weber (kath.), Maria Eichelbaum (ev.), Elisabeth Pitz (kath.), Margarete Göwel (ev.) sowie Viktoria Steinbiß (kath.) zum ersten Vorstand des CDU-Bundesfrauenausschusses. Sie galt als emanzipierte und selbstbewusste Frau, die in der CDU mit viel Widerstand konfrontiert wurde. In der eigenen Fraktion bekam sie als evangelische CDU-Frau in der Frage des patriarchalen Entscheidungsrechts in der Ehe nicht nur Gegenwind von den katholischen Bischöfen, sondern auch von Helene Weber, die zu verhindern versuchte, dass Heiler zu dieser Frage im Bundestag sprach. Heiler unterstützte schließlich den Antrag der Regierung auf Fristverlängerung für die Reform des Familienrechts im Bürgerlichen Gesetzbuch. Die Rechtsreform war durch die Aufnahme des Art. 3 Absatz 2 GG „Männer und Frauen sind gleichberechtigt.“ in das bundesdeutsche Grundgesetz notwendig geworden und sollte eigentlich früher umgesetzt werden.
Bei der darauf folgenden Bundestagswahl 1953 kandidierte sie erneut, wurde aber wenige Wochen vor der Wahl von Platz drei auf Platz 13 der Landesliste zurückgedrängt, ohne dass ihr dafür ein Grund genannt wurde. Ihr Mann schrieb dazu in einem Brief: „Anne Marie hat es zur Zeit auch sehr schwer in der CDU, da man sie wegen ihrer Gegnerschaft gegen das Patriarchat an die Wand zu drücken sucht.“ Es spielte wohl auch eine Rolle, dass neben Elisabeth Schwarzhaupt keine zweite evangelische Frau auf der hessischen Landesliste kandidieren sollte.

## Ehrungen
- 1973: Medaille der Stadt Marburg[1]
- 1973: Ehrenbrief und Ehrennadel des Landes Hessen[2]
- 1975: Bundesverdienstkreuz[1]

## Schriften (Auswahl)
- Mystik deutscher Frauen im Mittelalter, Hochweg-Verlag, Berlin, 1929.
- als Übersetzerin: Mit und ohne Christus, H. Majer, Basel, 1930. Übersetzung des Buches Sadhu Sundar Singh: With and without Christ (en).
- als Übersetzerin: Gesichte aus der jenseitigen Welt, Christliche Buchhandlung D. Fröhlich, Aarau, 1943. Übersetzung des Buches Sadhu Sundar Singh: Visions of the Spiritual World (en).
- als Herausgeberin: Inter Confessiones: Beiträge zur Förderung des interkonfessionellen und interreligiösen Gesprächs; Friedrich Heiler zum Gedächtnis aus Anlass seines 80. Geburtstages am 30. 1. 1972, Elwert, Marburg, 1972.